# Санта-Лучия-ди-Серино
Санта-Лучия-ди-Серино (итал. Santa Lucia di Serino) — коммуна в Италии, располагается в регионе Кампания, в провинции Авеллино.
Население составляет 1516 человек, плотность населения составляет 505 чел./км². Занимает площадь 3 км². Почтовый индекс — 83020. Телефонный код — 0825.
Покровительницей коммуны почитается святая Лукия Сиракузская, празднование 13 декабря.